# Siebera cirrosa
Siebera cirrosa är en flockblommig växtart som först beskrevs av Aleksandr Andrejevitj Bunge, och fick sitt nu gällande namn av George Bentham. Siebera cirrosa ingår i släktet Siebera och familjen flockblommiga växter. Inga underarter finns listade i Catalogue of Life.